# Tværvej
Tværvej er en motortrafikvej der løber vest for Høje Taastrup, mellem Holbækmotorvejen og Sydvej.  Vejen indgår i den planlagte Motorring 5.
I januar 2009 aftalte en flertal i Folketinget at nedsætte et kommissorium for strategisk analyse af udbygningsmulighederne i Hovedstadsområdet. En del af arbejdet var gennem analyser at afdække, hvordan en etablering af en vestlig Ring 5 mellem Køge og Helsingør ville lede gennemkørende trafik uden om Hovedstadsområdet. Kommissoriet skulle aflægge delrapportering i efteråret 2011 og en endelig analyse i efteråret 2013. I august 2009 udtalte transportminister Lars Barfoed, at han ønskede at sætte analysearbejdet i gang straks, så der kunne arbejdes mod en realisering af projektet.
Anden etape af Tværvej er bygget mellem anden etape af Frederikssundmotorvejen og Kildedal Station ved Frederikssundsvej.
I 2016 vurderede Vejdirektoratet at der er et langsigtet behov for en fuld Ring 5.

## Fodnoter
1. ↑  "Motortrafikvejen Tværvej". Arkiveret fra originalen 6. december 2017. Hentet 5. december 2017.
2. ↑  Kommissorium for strategisk analyse af udbygningsmulighederne i hovedstadsområdet, Transportministeriet, 30. april 2009.
3. ↑  TRU, Alm. del - 2015-16 - Bilag 329: Orientering om trafikal analyse af hovedstadsområdet, fra transport- og bygningsministeren

55°39′23″N 12°14′16″Ø / 55.65639°N 12.23778°Ø